# Echinopepon palmeri
Echinopepon palmeri är en gurkväxtart som beskrevs av Wats. Echinopepon palmeri ingår i släktet Echinopepon och familjen gurkväxter. Inga underarter finns listade i Catalogue of Life.